# Internationale Bibliothek (Buchreihe)
Die Internationale Bibliothek ist eine deutschsprachige Buchreihe mit Werken der sozialistischen und sozialdemokratischen Theorie und Arbeiterbewegung, die seit 1887 mit wechselvoller Geschichte im Verlag von Dietz (dem »Cotta der Sozialdemokratie«) bzw. J.H.W. Dietz Nachfolger erschien und die den Ruhm dieses Verlagshauses begründete. Die Reihe versammelt, was laut jüngeren Verlagsangaben „in Wissenschaft und Arbeiterbewegung Rang und Namen hat“. Der Reihe beginnt mit Edward B. Avelings Die Darwin’sche Theorie (Band 1), Karl Kautsky schreibt über den Ursprung des Christentums (Band 45), August Bebel über Die Frau und der Sozialismus (Band 9). Bei Dietz hatte Lenin erstmals seine Schrift Was tun? – Brennende Fragen unserer Bewegung auf Russisch (Что делать?) publiziert. Im Jahr 1989 erschien der 130. Band der Reihe.

## Bände
Die folgende Übersicht erhebt keinen Anspruch auf Aktualität oder Vollständigkeit:
- 1 Edward B. Aveling: Die Darwin’sche Theorie. Stuttgart, Dietz, 1887
- 2 Karl Kautsky: Karl Marx’s ökonomische Lehren: gemeinverständlich dargestellt und erläutert. Stuttgart, Dietz, 1887
- 3 Oswald Koehler: Weltschöpfung und Weltuntergang. Die Entwicklung von Himmel und Erde auf Grund der Naturwissenschaften populär dargestellt. Stuttgart, Dietz, 1890
- 4 N. Kablukow: Die ländliche Arbeiterfrage. Nach dem Russischen des Kablukow. Übers. u. bearb. v. Heinrich Dietz. Stuttgart, Dietz, 1887 (Vopros o rabočich v sel'skom chozjajstvě; dt.)
- 5 Karl Kautsky: Thomas More und seine Utopie. Mit einer historischen Einleitung. Stuttgart, Dietz, 1888
- 6 August Bebel: Charles Fourier: sein Leben und seine Theorien. Stuttgart, Dietz, 1888
- 7 Max Schippel: Das moderne Elend und Die moderne Überbevölkerung: zur Erkenntniß unserer sozialen Entwicklung. Stuttgart, Dietz, 1889
- 8 Jakob Stern: Die Philosophie Spinozas. Erstmals gründl. aufgehellt u. populär dargest. von J. Stern. Stuttgart, Dietz, 1890
- 9 August Bebel: Die Frau und der Sozialismus: (Die Frau in der Vergangenheit, Gegenwart und Zukunft). Mit einem einl. Vorw. von Eduard Bernstein. Berlin [u. a.], Dietz, 1895
- 10 Prosper Olivier Lissagaray: Geschichte der Kommune von 1871. Stuttgart, Dietz, 1894 (Histoire de la commune de 1871; dt.)
- 11 Friedrich Engels: Der Ursprung der Familie, des Privateigenthums und des Staats im Anschluß an Lewis H. Morganʹs Forschungen. Stuttgart, Dietz 1896; 7. Aufl., 12. u. 13. Tsd.
- 12 Karl Marx: Das Elend der Philosophie: Antwort auf Proudhons „Philosophie des Elends“[3]. Nach der dt. Übers. von Eduard Bernstein, Karl Kautsky und Friedrich Engels neu hrsg. mit Kommentar und Annotationen v. Hans Pelger. Stuttgart, Dietz, 1892, 2. Aufl. (Misère de la philosophie; dt.)
- 13 Karl Kautsky: Das Erfurter Programm: In seinem grundsätzlichen Teil erläutert. Stuttgart, Dietz, 1892
- 14 Friedrich Engels: Die Lage der arbeitenden Klasse in England. Nach eigener Anschauung und authentischen Quellen. Stuttgart, Dietz, 2. durchges. Aufl. 1892
- 15 Stepniak [= Kravčinskij, Sergej M.]: Der russische Bauer. Übers. v. Viktor Adler. Stuttgart: Dietz 1893 (The Russian Peasantry: Their Agrarian Condition, Social Life and Religion; dt.)
- 16 Ferdinand B. Simon: Die Gesundheitspflege des Weibes. 7., teilw. umgearb. Aufl. Stuttgart: Dietz 1909
- 17 Franz Mehring: Die Lessing-Legende: Zur Geschichte u. Kritik d. preuß. Despotism. u. d. klass. Literatur. 2., unveränd. Aufl. mit e. neuen Vorw. Stuttgart: Dietz 1906
- 18 Heinrich Lux: Etienne Cabet und der Ikarische Kommunismus. Mit einer historischen Einleitung. Stuttgart, Dietz, 1894
- 19 Franz Lütgenau: Natürliche und soziale Religion. Stuttgart: Dietz 1894
- 20 G. Plechanow [= Georgij Valentinovič Plechanov]: N. G. Tschernischewsky: M. 1 Portr. Tschernischewskys; E. literar-histor. Studie. Stuttgart: Dietz 1894
- 21. Friedrich Engels: Herrn Eugen Dührings Umwälzung der Wissenschaft. Stuttgart, Dietz, 1907
- 22 Joseph Dietzgen: Das Acquisit der Philosophie und Briefe über Logik. Stuttgart: Dietz 1895
- 23 Hugo Lindemann: Die englische Gewerkvereins-Bewegung: Nach G. Howell's „The conflicts of capital and labour“. Stuttgart: Dietz 1896
- 24 Karl Marx: Revolution und Kontre-Revolution in Deutschland. Ins Deutsche übertragen von K. Kautsky. Stuttgart, Dietz, 1920 (Revolution and counter-revolution; dt.)
- 25 Rudolf Peters: Der Glaube an die Menschheit, naturwissenschaftlich, psychologisch und geschichtlich begründet. Stuttgart, Dietz, 1896
- 26a Arnold Dodel: Leben und Tod. Stuttgart, Dietz, 1896
- 26b Arnold Dodel: Bauer, Arbeiter, Wissenschafter. Stuttgart, Dietz, 1896
- 26c Arnold Dodel: Moses oder Darwin? Eine Schulfrage. Stuttgart, Dietz, 1896
- 27 C. Hugo: Städteverwaltung und Munizipal-Sozialismus in England. Stuttgart: Dietz 1897
- 28 Gaston Moch: Die Armee der Demokratie. Übers. aus d. Franz. von Alfred Hermann Fried. Stuttgart, Dietz, 1900 (L’Armée d’une démocratie; dt.)
- 29 Georg Plechanow: Beiträge zur Geschichte des Materialismus (Holbach, Helvetius, Marx). Stuttgart, Dietz, 1903, 2. Aufl. (Očerki po istorii materializma; dt.)
- 30 Karl Marx: Zur Kritik der Politischen Ökonomie; herausgegeben von Karl Kautsky. Stuttgart, Verlag von J.H.W. Dietz Nachf., 1919
- 31 Josef Dietzgen: Das Wesen der menschlichen Kopfarbeit: eine abermalige Kritik d. reinen u. prakt. Vernunft. Mit e. Einl. von Anton Pannekoek. Stuttgart: Dietz 1903
- 32 Joseph Dietzgen: Kleinere philosophische Schriften: eine Auswahl. Stuttgart, Dietz, 1903
- 33 Lev Grigorʹevič Dejč: Sechzehn Jahre in Sibirien: Erinnerungen eines russischen Revolutionärs [L. G. Deutsch]. Stuttgart, Dietz, 1905 (Šestnadcat' let v Sibirir; dt.)
- 34 Arnold Dodel: Aus Leben und Wissenschaft gesammelte Vorträge und Aufsätze Ser. 2. Stuttgart, Dietz, 1905
- 35 Theorien über den Mehrwert 1. Karl Marx; Karl Kautsky: Die Anfänge der Theorie vom Mehrwert bis Adam Smith. Stuttgart, Dietz, 1905
- 36 Karl Marx: Theorien über den Mehrwert Bd. 2. David Ricardo Teil 1. Hrsg. von Karl Kautsky. Stuttgart, Dietz, 1905
- 37 Karl Marx: Theorien über den Mehrwert Bd. 2. David Ricardo Teil 2. Hrsg. von Karl Kautsky. Stuttgart, Dietz, 1921
- 37a Karl Marx: Theorien über den Mehrwert 3. Von Ricardo zur Vulgärökonomie. Hrsg. von Karl Kautsky. Stuttgart, Dietz, 1921
- 38 Karl Kautsky: Ethik und materialistische Geschichtsauffassung: Ein Versuch. Stuttgart, Dietz, 1906
- 39 Morris Hillquit: Geschichte des Sozialismus in den Vereinigten Staaten. Autoris. Übers. von Karl Müller-Wernberg. Stuttgart, Dietz, 1906 (History of socialism in the United States; dt.)
- 40 Konstantin A. Pažitnov[4]; M. Spektator: Die Lage der arbeitenden Klasse in Russland: eine historische Darstellung an der Hand amtlicher und privater Untersuchungen und der Berichte der Fabrikinspektoren von 1861 bis in die heutige Zeit von K. A. Pažitnov. Mit e. Anh. von M. Nachimson. Stuttgart, Dietz, 1907
- 41 Leo Deutsch: Viermal entflohen. Stuttgart, Dietz, 1907
- 42 Peter Maßlow; M. Spektator: Die Agrarfrage in Rußland die bäuerliche Wirtschaftsform und die ländlichen Arbeiter; eine Untersuchung. Autoris. Übers. von M. Nachimson. Stuttgart, Dietz, 1907
- 43 Paul Louis[5]: Geschichte des Sozialismus in Frankreich Paul Louis. Aus dem Franz. übertr. und mit Anm. vers. von Hermann Wendel. Stuttgart, Dietz, 1908 (Histoire du socialisme français; dt.)
- 44 Eduard Bernstein: Sozialismus und Demokratie in der großen englischen Revolution. Stuttgart, Dietz, 1908
- 45 Karl Kautsky: Der Ursprung des Christentums: eine historische Untersuchung. Stuttgart, Dietz, 1908
- 46 Louis B. Boudin: Das theoretische System von Karl Marx. Aus dem Engl. von Luise Kautsky. Mit einem Vorw. zur dt. Ausg. von Karl Kautsky. Stuttgart, Dietz, 1909 (The theoretical system of Karl Marx; dt.)
- 47 Karl Kautsky: Vorläufer des neueren Sozialismus 1: Kommunistische Bewegungen im Mittelalter / Karl Kautsky; Hugo Lindemann. Berlin, Stuttgart, Dietz, 1923
- 48 Karl Kautsky: Vorläufer des neueren Sozialismus 2: Der Kommunismus in der deutschen Reformation. Karl Kautsky; Hugo Lindemann. Berlin, Stuttgart, Dietz, 1923
- 48a Karl Kautsky; Paul Lafargue: Vorläufer des neueren Sozialismus 3: Die beiden ersten großen Utopisten, Thomas More. Karl Kautsky; Hugo Lindemann. Berlin, Stuttgart, Dietz, 1921
- 48b Hugo Lindemann; Morris Hillquit: Vorläufer des neueren Sozialismus 4 Erster Teil, Der Sozialismus in Frankreich im siebzehnten und achtzehnten Jahrhundert. H. Lindemann. Karl Kautsky; Hugo Lindemann. Berlin, Stuttgart, Dietz, 1922
- 49 Philippe Buonarroti: Babeuf und die Verschwörung für die Gleichheit mit dem durch sie veranlaßten Prozeß und den Belegstücken. Übers. und eingel. von Anna und Wilhelm Blos. Stuttgart, Dietz, 1909 (Les grands procès politiques. Gracchus Babeuf et la conjuration des Égaux; dt.)
- 50 Karl Kautsky: Vermehrung und Entwicklung in Natur und Gesellschaft. Stuttgart, Dietz, 1910
- 51 Paul Louis: Geschichte der Gewerkschaftsbewegung in Frankreich (1789–1912). Übers. von Hedwig Kurucz-Eckstein. Hrsg. u. m. Einl. vers. von Gustav Eckstein. Stuttgart, Dietz, 1912 (Histoire du mouvement syndical en France …; dt.)
- 52 Giuseppe Salvioli[6]: Der Kapitalismus im Altertum: Studien über die römische Wirtschaftsgeschichte. Nach dem Franz. übers. von Karl Kautsky. Stuttgart, Dietz, 1912 (Le Capitalisme dans le monde antique; dt.)
- 53 Max Adler: Marxistische Probleme: Beiträge zur Theorie der materialistischen Geschichtsauffassung und Dialektik. Stuttgart [u. a.], 1913
- 54 Heinrich Laufenberg: Der politische Streik. Stuttgart, Dietz, 1914
- 55 Emile Vandervelde; Hertz, Hanna: Neutrale und sozialistische. Autoris. Übers. von Hanna Gernsheimer-Hertz. Stuttgart, Dietz, 1914
- 56 Max Adler: Wegweiser: Studien zur Geistesgeschichte d. Sozialismus. Stuttgart, Dietz 1914
- 57 Gustav Noske: Kolonialpolitik und Sozialdemokratie. Stuttgart, Dietz, 1914
- 58 Adolf Hepner: Josef Dietzgens philosophische Lehren. Mit einem Porträt von Josef Dietzgen. Stuttgart, Dietz, 1916
- 59 Karl Renner: Marxismus, Krieg und Internationale kritische Studien über offene Probleme des wissenschaftlichen und des praktischen Sozialismus in und nach dem Weltkrieg. Stuttgart, Dietz, 1917
- 60  Karl Ballod (Atlanticus): Der Zukunftsstaat. Produktion und Konsum im Sozialstaat. Stuttgart, Dietz, 1898
- 61 Eduard Bernstein; Dieter Schuster: Die Voraussetzungen des Sozialismus und die Aufgaben der Sozialdemokratie. Eingel. von Dieter Schuster. Berlin [u. a.], Dietz, 1973
- 62 Karl Vorländer: Volkstümliche Geschichte der Philosophie. Stuttgart, Dietz, 1921
- 63 Wilhelm Reimes: Ein Gang durch die Wirtschaftsgeschichte sechs volkstümliche Vorträge. Stuttgart, Dietz [u. a.], 1922
- 64 Karl Kautsky: Die proletarische Revolution und ihr Programm. Stuttgart, Dietz [u. a.], 1922
- 65 Alfred Beyer: Menschenökonomie. Berlin, Stuttgart, Dietz, 1922
- 66 Karl Vorländer: Die Philosophie unserer Klassiker Lessing, Herder, Schiller, Goethe. Berlin, Stuttgart, Dietz, 1923
- 67 Gerhart Lütkens: Deutschlands Außenpolitik und das Weltstaatensystem (1870–1922). Berlin, Dietz, 1923
- 68 Kurt Klotzbach; Dieter Dowe: Programmatische Dokumente der deutschen Sozialdemokratie herausgegeben und eingeleitet von Dieter Dowe und Kurt Klotzbach. Berlin, Bonn-Bad Godesberg, Dietz, [1973]
- 69 Heinrich Deist: Wirtschaft von morgen. Hrsg. von Gerhard Stümpfig. 2., veränd. Aufl. Verlag Berlin, Bonn-Bad Godesberg: Dietz 1973
- 70 Georg Lührs: Beiträge zur Theoriediskussion 1. Berlin, Dietz, 1973
- 71 Jacques Grandjonc: Vorwärts! 1844, Marx und die deutschen Kommunisten in Paris: Beitr. z. Entstehung d. Marxismus. [Dt. von Ruthild Dupas u. Jacques Grandjonc]. Berlin, Bonn-Bad Godesberg: Dietz 1974 (Marx et les communistes allemands à Paris; dt.)
- 72 Werner Blumenberg: Kämpfer für die Freiheit [Biographie]. Nachdr. d. 1. Aufl. Verlag Berlin, Bonn-Bad Godesberg: Dietz 1974
- 73 Jean Jaurès: Sozialistische Studien. Hrsg. von Albert Südekum. Nachdr. [d. Ausg.] Berlin 1902. Verlag Berlin, Bonn-Bad Godesberg: Dietz 1974
- 74 Georg Lührs: Beiträge zur Theoriediskussion 2. Berlin, Dietz, 1974
- 75 Hans Pelger: Studien zu Jakobinismus und Sozialismus, hrsg. von Hans Pelger. Berlin [u. a.], Dietz, 1974
- 76 Drei Schriften aus dem Exil / hrsg. u. eingel. von Kurt Klotzbach. Walter Loewenheim, Curt Geyer, Otto Bauer. Berlin, Bonn-Bad Godesberg: Dietz 1974
- 77 Sozialismus im Wandel der modernen Gesellschaft: Aufsätze z. Theorie u. Praxis d. Sozialismus; ein Erinnerungsabend / Eduard Heimann. Hrsg. u. eingel. von Heinz-Dietrich Ortlieb. Berlin, Bonn-Bad Godesberg: Dietz 1975
- 78 Susanne Miller: Das Problem der Freiheit im Sozialismus Freiheit, Staat und Revolution in der Programmatik der Sozialdemokratie von Lassalle bis zum Revisionismusstreit. Berlin [u. a.], Dietz, 1974
- 79: Kritischer Rationalismus und Sozialdemokratie. Hrsg. von Georg Lührs. Mit e. Vorw. von Helmut Schmidt . Berlin [u. a.], Dietz, 1975
- 80 Erik Gurgsdies; Klaus Wieser: Wohlfahrtsforschung in Schweden: ein Bericht über d. Ergebnisse d. sogenannten Niedrigeinkommen-Komitees. Berlin, Bonn-Bad Godesberg: Dietz 1975
- 81 Erik Gurgsdies: Schulreform und Chancengleichheit: Ergebnisse d. schwed. Gesamtschulreformen. Berlin, Bonn-Bad Godesberg: Dietz 1975. Zugleich: Hamburg, Univ., Wirtschafts- u. Sozialwiss. Fak., Diss.
- 82 Eduard Bernstein: Der Sozialismus einst und jetzt: Streitfragen d. Sozialismus in Vergangenheit u. Gegenwart. 3. Aufl., Nachdr. d. 1923 erschienenen 2., verm. Aufl. Berlin, Bonn-Bad Godesberg: Dietz 1975
- 83 Franz Osterroth; Schuster, Dieter: Chronik der deutschen Sozialdemokratie 1: Bis zum Ende des Ersten Weltkrieges Franz Osterroth; Dieter Schuster. Berlin, Dietz, 1975
- 84 Franz Osterroth; Schuster, Dieter: Chronik der deutschen Sozialdemokratie 2: Vom Beginn der Weimarer Republik bis zum Ende des Zweiten Weltkrieges. Berlin, Dietz, 1975
- 85 Franz Osterroth; Schuster, Dieter: Chronik der deutschen Sozialdemokratie 3: Nach dem Zweiten Weltkrieg. Berlin, Dietz, 1978
- 86 Boris I. Nicolaevsky; Otto Maenchen-Helfen: Karl Marx: eine Biographie. 2. Aufl. Berlin, Bonn-Bad Godesberg: Dietz 1975
- 87 Milojko Drulović: Arbeiterselbstverwaltung auf dem Prüfstand Erfahrungen in Jugoslawien. Mit e. Geleitw. von Herbert Wehner. [Aus d. Serbokroat. übers. von Alenka Klemenčič]. Berlin [u. a.], Dietz, 1976
- 88 Adolf Arndt: Politische Reden und Schriften. Hrsg. von Horst Ehmke. Berlin, Bonn-Bad Godesberg, Dietz, 1976
- 89 August Bebel: Aus meinem Leben. [Erlebnisbericht]. Ausgew. u. neu hrsg. von Walther G. Oschilewski. 2., verb. Aufl., Nachdr. d. 1958 ersch. 1. Aufl. Berlin, Bonn-Bad Godesberg: Dietz 1976
- 90 Kritischer Rationalismus und Sozialdemokratie 2: Diskussion und Kritik hrsg. von Georg Lührs. Berlin, Dietz, 1976
- 91 Kurt Löwenstein; Brandecker, Ferdinand; Feidel-Mertz, Hildegard: Sozialismus und Erziehung eine Auswahl aus den Schriften 1919–1933. Neu hrsg. von Ferdinand Brandecker. Berlin [u. a.], Dietz [u. a.], 1976
- 92 Georg von Vollmar: Reden und Schriften zur Reformpolitik [Briefsammlung]. Ausgew. u. eingel. von Willy Albrecht. Berlin, Bonn-Bad Godesberg: Dietz 1977
- 93 Peter von Oertzen: Betriebsräte in der Novemberrevolution: e. politikwiss. Unters. über Ideengehalt u. Struktur d. betriebl. u. wirtschaftl. Arbeiterräte in d. dt. Revolution 1918-19. 2., erw. Aufl. Berlin, Bonn-Bad Godesberg: Dietz 1976
- 94 Willy Brandt: Draussen: Schriften während d. Emigration. [Briefsammlung] Hrsg. von Günter Struve. 2. Aufl. Berlin, Bonn-Bad Godesberg: Dietz 1976
- 95 Eduard Bernstein; Hirsch, Helmut: Ein revisionistisches Sozialismusbild 3: Vorträge Eduard Bernstein. Helmut Hirsch [Hrsg.]. Berlin [u. a.], Dietz, 1976
- 96 Richard Löwenthal: Jenseits des Kapitalismus ein Beitrag zur sozialistischen Neuorientierung; mit einer ausführlichen Einführung: Nach 30 Jahren. Berlin, Bonn-Bad Godesberg, Dietz, 1978
- 97 Karl Kautsky: Bernstein und das Sozialdemokratische Programm eine Antikritik. Berlin [u. a.], Dietz, 1976
- 98 Günter Bartsch: Trotzkismus als eigentlicher Sowjetkommunismus? die IV. Internationale und ihre Konkurrenzverbände. Berlin, Bonn-Bad Godesberg, Dietz, 1977
- 99 Hans-Josef Steinberg: Sozialismus und deutsche Sozialdemokratie: zur Ideologie d. Partei vor d. 1. Weltkrieg. 4. Aufl. Berlin, Bonn-Bad Godesberg: Dietz 1976
- 100 Hartmut Soell: Fritz Erler 1 [Biographie]. Berlin, Dietz, 1976
- 101 Hartmut Soell: Fritz Erler 2 [Biographie]. Berlin, Dietz, 1976
- 102 Patrik von zur Mühlen: Rassenideologien: Geschichte und Hintergründe. Berlin, Bonn-Bad Godesberg: Dietz 1977 (2. Auflage 1979)
- 103 Erich Ollenhauer: Reden und Aufsätze [Briefsammlung]. Hrsg. u. eingel. von Fritz Sänger. 2. Aufl. Berlin, Bonn-Bad Godesberg: Dietz 1977
- 104 Helmut Hirsch; Bernstein, Eduard; Neurath, Bruno: Der „Fabier“ Eduard Bernstein zur Entwicklungsgeschichte des evolutionären Sozialismus Helmut Hirsch. Mit einem Geleitwort von Bruno Neurath. Berlin [u. a.], Dietz, 1977
- 105 Thomas Meyer: Bernsteins konstruktiver Sozialismus: Eduard Bernsteins Beitrag zur Theorie des Sozialismus. Berlin, Bonn-Bad Godesberg, Dietz, 1977
- 106 Helmut F. Spinner: Popper und die Politik 1: Geschlossenheitsprobleme. Berlin, Dietz, 1978
- 107 Kurt Schumacher: Reden, Schriften, Korrespondenzen 1945–1952. Hrsg. von Willy Albrecht. Berlin [u. a.], Dietz, 1985
- 108 Julius Braunthal: Geschichte der Internationale 1. Berlin, Dietz, 1978
- 109 Julius Braunthal: Geschichte der Internationale 2. Berlin, Dietz, 1978
- 110 Julius Braunthal: Geschichte der Internationale 3. Berlin, Dietz, 1978
- 111 Georg Lührs: Theorie und Politik aus kritisch-rationaler Sicht. Berlin, Bonn: Dietz 1978
- 112 Jaroslav Krejčí (Hrsg.): Sozialdemokratie und Systemwandel: 100 Jahre tschechoslowak. Erfahrung. Berlin, Bonn: Dietz 1978
- 113 Peter Lübbe: Kommunismus und Sozialdemokratie. Eine Streitschrift. Berlin [u. a.], Dietz, 1978
- 114 Horst Heimann; Meyer, Thomas (Hrsg.): Bernstein und der demokratische Sozialismus: Bericht über den wissenschaftlichen Kongreß „Die historische Leistung und aktuelle Bedeutung Eduard Bernsteins“. Berlin, Bonn, Dietz, 1978
- 115 Bertrand Russell; Borries, Achim von (Hrsg.): Die deutsche Sozialdemokratie. Hrsg. u. übers. von Achim von Borries. Berlin, Bonn, Dietz, 1978
- 116 Thomas Meyer: Grundwerte und Wissenschaft im demokratischen Sozialismus. Berlin [u. a.], Dietz, 1978
- 117 Hans-Christoph Schröder: Gustav Noske und die Kolonialpolitik des deutschen Kaiserreichs. Berlin, Bonn: Dietz: 1979
- 118 Eduard Bernstein: Sozialdemokratische Lehrjahre. [Erlebnisbericht]. Mit e. Einl. von Thomas H. Eschbach. [Nachdr. d. Ausg.] Berlin, Der Bücherkreis, 1928. Berlin, Bonn: Dietz 1978
- 119 Richard J. Evans: Sozialdemokratie und Frauenemanzipation im deutschen Kaiserreich. Berlin [u. a.], Dietz, 1979
- 120 Klaus Lompe; Lothar F. Neumann (Hrsg.): Willi Eichlers Beiträge zum demokratischen Sozialismus: e. Ausw. aus d. Werk. Berlin, Bonn: Dietz 1979
- 121 Albrecht Kaden: Einheit oder Freiheit die Wiedergründung der SPD 1945/46. Nachdr. d. 1964 erschienenen 1. Aufl. / mit e. Vorw. von Fritz Sänger. Berlin; Bonn, Dietz 1980
- 122 Peter Lübbe (Hrsg.): Kautsky gegen Lenin. Berlin; Bonn: Dietz 1981
- 123 Willy Brandt; Iring Fetscher: Geschichte als Auftrag: Willy Brandts Reden zur Geschichte der Arbeiterbewegung. Iring Fetscher (Hg.). Berlin [u. a.], Dietz Nachf., 1981
- 124 Cora Stephan (Hg.): Zwischen den Stühlen oder über die Unvereinbarkeit von Theorie und Praxis: Schriften Rudolf Hilferdings 1904 – 1940. Berlin; Bonn: Dietz 1982
- 125 Horst Heimann: Reformsozialismus und Sozialdemokratie zur Theoriediskussion des demokratischen Sozialismus in der Weimarer Republik, Bericht zum wissenschaftlichen Kongress der Friedrich-Ebert-Stiftung „Beiträge zur reformistischen Sozialismustheorie in der Weimarer Republik“ vom 9. bis 12. Okt. 1980. Horst Heimann; Thomas Meyer (Hg.). Berlin [u. a.], Dietz, 1982
- 126 Peter Brandt: Karrieren eines Außenseiters [Biographie]: Leo Bauer zwischen Kommunismus und Sozialdemokratie 1912 bis 1972. Berlin [u. a.], Dietz Nachf., 1983
- 127 Willy Brandt: … Auf der Zinne der Partei …: Parteitagsreden 1960 – 1983 [Briefsammlung]. Hrsg. u. erl. von Werner Krause u. Wolfgang Gröf. [Das Personenreg. wurde von Holger Feldmann-Marth erstellt] Person(en). Berlin; Bonn: Dietz 1984
- 128 Richard Albrecht: Der militante Sozialdemokrat Carlo Mierendorff, 1897 bis 1943; eine Biografie. Berlin [u. a.], Dietz, 1987
- 129 Karl Kautsky: Die materialistische Geschichtsauffassung / dargelegt von Karl Kautsky. Kautsky, John H. (Herausgeber). Gekürzte Ausg. / hrsg., eingeleitet u. annotiert von John H. Kautsky. Berlin; Bonn: Dietz: 1988
- 130 Wilhelm Hasenclever: Reden und Schriften. Hrsg. u. eingel. von Ludger Heid. Bonn: Dietz 1989